# ККУ-2А «Дружба»
ККУ-2 «Дружба» (ККУ-2А) — советский полунавесной картофелеуборочный комбайн элеваторного типа, созданный на базе комбайнов КГП-2 и К-3 и производящийся на «Рязсельмаше» с 1960-х годов. Агрегатируется с колёсными тракторами МТЗ-80/82, ЮМЗ-6 и гусеничными ДТ-75, Т-74, оснащёнными ходоуменьшителями.
Существуют следующие модификации ККУ-2А:
- ККУ-2А-1 с пассивным лемехом применяют для прямого комбайнирования посадок картофеля, возделываемого как на гребнях, так и без них
- ККУ-2А-3 для уборки картофеля, возделываемого на торфяно-болотистых почвах
- ККУ-2А-4 для уборки картофеля, возделываемого на грядах
- КСК-4-1 — самоходный четырёхрядный комбайн-погрузчик

## Технические характеристики[1]
- Производительность за 1 час основного времени — 0,32-0,43 га/час
- Ширина захвата — 1,4 м
- Количество убираемых рядков — 2
- Ширина междурядий — 70 см
- Рабочая скорость — 1,8-4,0 км/ч
- Вместимость бункера для картофеля — 700 кг
- Длина 7630 мм
- Ширина 4750 мм
- Высота 2570 мм